# Luffia hibernicella
Luffia hibernicella är en fjärilsart som beskrevs av Charles Stuart Gregson 1873. Luffia hibernicella ingår i släktet Luffia och familjen säckspinnare. Inga underarter finns listade i Catalogue of Life.